# Andornay
Andornay é uma comuna francesa na região administrativa de Borgonha-Franco-Condado, no departamento de Alto Sona. Estende-se por uma área de 1,48 km². Em 2010 a comuna tinha 200 habitantes (densidade: 135,1 hab./km²).